# زیتون پرورده

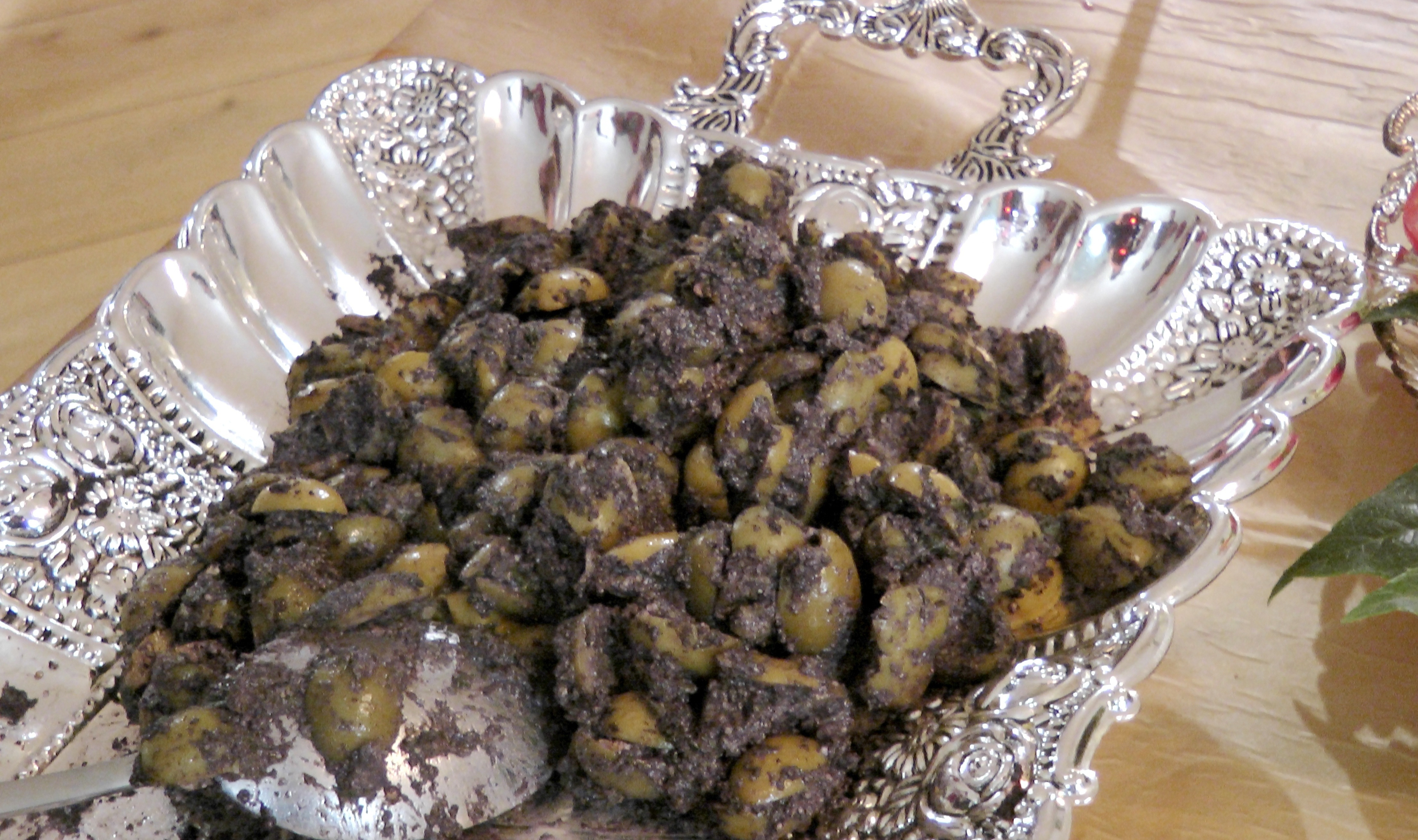
زیتون پرورده

زیتون پَرورده، گونه‌ای خوراک تهیه‌شده از زیتون و مواد دیگر است. این فراورده در ایران بیشتر به عنوان چاشنی کنار غذای اصلی استفاده می‌گردد. زیتون پرورده در ایران به هر دو شکل خانگی و صنعتی تولید می‌شود.
اصالت زیتون پرورده کلا به استان گیلان بازمی‌گردد. همچنین نحوه تهیه این چاشنی به نام این استان ثبت ملی شده است.
سایت اطلس جهانی غذا، فهرستی از صد غذای وگان (گیاهی) معرفی کرده است. در بین این لیست زیتون پرورده مقام نخست را به دست آورده است.
این سایت اعلام کرده است که هدفش ترویج غذاهای محلی عالی، القای غرور در غذاهای سنتی و برانگیختن کنجکاوی در مورد غذاهایی است که امتحان نکرده‌اید.

## محتویات
- زیتون بی‌هسته
- رب انار
- آب انار
- مغز گردوی چرخ کرده
- سیر رنده‌شده
- گلپر
- انار ترش

در تهیه آن از سبزی‌های معطر نظیر گشنیز و جعفری و چوچاغ هم می‌توان استفاده کرد.